# بروموفورم
بروموفورم (أو ثلاثي برومو الميثان) هو مركب عضوي من مركبات ثلاثي هالو الميثان (الهالوفورم)، صيغته CHBr3، ويوجد على شكل سائل عديم اللون.

## الوفرة والتحضير
ينتج البروموفورم طبيعياً من العوالق نباتية والأعشاب البحرية في المحيطات.
يمكن أن يحضر البروموفورم مخبرياً وفق تفاعل هالوفورم وذلك على سبيل المثال من تفاعل الأسيتون (R = CH3) مع ملح هيبوبروميت.

## الخواص
يوجد المركب في الشروط القياسية على شكل سائل عديم اللون. للمركب بنية جزيئية رباعية السطوح ذات تناظر من النمط C3v.